# Phaneroptera brevis
Phaneroptera brevis är en insektsart som först beskrevs av Jean Guillaume Audinet Serville 1838.  Phaneroptera brevis ingår i släktet Phaneroptera och familjen vårtbitare. Inga underarter finns listade i Catalogue of Life.